# منتخب بريطانيا لكرة السلة للسيدات
منتخب بريطانيا لكرة السلة للسيدات (بالإنجليزية: Great Britain women's national basketball team) هو ممثل المملكة المتحدة الرسمي في المنافسات الدولية في كرة السلة للسيدات.

## وصلات خارجية
- الموقع الرسمي